# Lorenzo Serra Ferrer
Pour les articles homonymes, voir Ferrer et Llorenç.
Lorenzo Serra Ferrer, né le 5 mars 1953 à Sa Pobla sur l'île de Majorque, est un entraîneur espagnol de football.

## Carrière
Lorenzo Serra Ferrer pratique le football en tant qu'amateur à Majorque. Il commence sa carrière d'entraîneur en 1981 à l'UD Poblense, qui évolue dans les divisions inférieures. Sous sa direction, l'équipe est promue en 3e division. En 1983, il est recruté par le RCD Majorque et prend en charge les équipes de jeunes du club. Serra Ferrer est nommé entraîneur de l'équipe première au début de la saison 1985-1986 et lui permet d'accéder à la 1re division espagnole.
En 1993, Serra Ferrer prend en charge le Betis Séville, qui évolue alors en 2e division. Le club monte en Primera División et termine la saison 1994-1995 à la 3e place, accédant ainsi à la Coupe UEFA. En 1997, le Betis se classe 4e de la Liga et est battu en finale de la Coupe d'Espagne par le FC Barcelone. Le Barça recrute Serra Ferrer en juin 1997, celui-ci entraîne les équipes de jeunes du club catalan. Durant l'été 2000, il succède au néerlandais Louis van Gaal en tant qu'entraîneur de l'équipe première. En 2000-2001, Barcelone est éliminé de la Ligue des champions lors de la phase de groupe et poursuit son parcours européen en Coupe UEFA. Les catalans sont battus par le FC Liverpool en demi-finale. En avril 2001, l'équipe est confiée à Carles Rexach et Serra Ferrer est nommé directeur technique,.
En 2004, Serra Ferrer effectue son retour au Betis Séville, où il succède à Víctor Fernández. L'année suivante, le club sévillan remporte la Coupe d'Espagne, se classe 4e du championnat et accède pour la première fois de son histoire à la Ligue des champions. En 2005-2006, le club termine 3e de sa poule lors de la phase de groupes de la Ligue des champions et est éliminé en 16e de finale de la Coupe UEFA. Le Betis se classe 14e du championnat et le contrat de Serra Ferrer n'est pas renouvelé. Javier Irureta le remplace en juin 2006,.
En 2006, il succède à Fernando Santos à l'AEK Athènes. Durant sa première saison, le club se classe 2e du championnat de Grèce derrière l'Olympiakos. Déjà vice-champion de Grèce lors de la saison précédente, l'AEK se qualifie pour la Ligue des champions en disputant le troisième tour préliminaire. Le club est éliminé lors de la phase de groupes, mais remporte ses premières victoires dans cette épreuve, face à Lille et au Milan AC. En fin de saison, le club prolonge le contrat du coach espagnol. En 2007-2008, l'AEK est battu par le FC Séville lors du 3e tour préliminaire de la Ligue des champions, et poursuit son parcours européen en Coupe UEFA. Une série de défaites en championnat entraînent le limogeage de Serra Ferrer en février 2008, il est remplacé par Nikos Kostenoglou.

## Palmarès
- avec le Betis Séville :
  - finaliste de la Coupe d'Espagne en 1997 ;
  - finaliste de la Supercoupe d'Espagne en 2005 ;
  - vainqueur de la Coupe d'Espagne en 2005.